# Hermann Kaienburg
Hermann Kaienburg (* 12. März 1950 in Kapellen (Moers)) ist ein deutscher Historiker und ehemaliger wissenschaftlicher Mitarbeiter der KZ-Gedenkstätte Neuengamme.
Kaienburg besuchte die Schule von 1956 bis 1968 in Kapellen-Vennikel und Neukirchen-Vluyn. Abitur 1968 und anschließend bis 1969 Auslandsaufenthalt in England. Er absolvierte ein Studium der Geschichts- und Politikwissenschaft und arbeitete zunächst als Lehrer in Hamburg. 1989 wurde er zum Dr. phil. promoviert. Kaienburg war 2002 bis 2005 an der Gestaltung der Ausstellung in der KZ-Gedenkstätte Neuengamme beteiligt. Er publizierte zur Geschichte der nationalsozialistischen Konzentrationslager und der SS. Nach seiner Habilitation 2001 lehrte er als Privatdozent an der Universität Hamburg Sozial- und Wirtschaftsgeschichte. Kaienburg, der auch als Lehrer an Schulen unterrichtete, war auch in der Erwachsenenbildung tätig. Seit 2015 befindet er sich im Ruhestand.

## Schriften (Auswahl)
- Das Konzentrationslager Sachsenhausen 1936–1945. Zentrallager des KZ-Systems. Berlin 2021.
- (Hrsg.): Nationalsozialistische Konzentrationslager 1933–1945: die Veränderung der Existenzbedingungen. Metropol, Berlin 2010 (Reihe Geschichte der Konzentrationslager 1933–1945; Bd. 11).
- Der Militär- und Wirtschaftskomplex der SS im KZ-Standort Sachsenhausen-Oranienburg. Schnittpunkt von KZ-System, Waffen-SS und Judenmord. Metropol, Berlin 2006, ISBN 3-938690-03-8 (Inhaltsverzeichnis).
- Die Wirtschaft der SS. Metropol, Berlin 2003, ISBN 3-936411-04-2 (zugl. Habilitationsschrift).
- Das Konzentrationslager Neuengamme 1938–1945. Dietz, Bonn 1997, ISBN 3-8012-3076-7.
- Konzentrationslager und deutsche Wirtschaft 1939–1945. Leske und Budrich, Opladen 1996.
- „Vernichtung durch Arbeit“. Der Fall Neuengamme. Die Wirtschaftsbestrebungen der SS und ihre Auswirkungen auf die Existenzbedingungen der KZ-Gefangenen. Dietz, Bonn 1990, ISBN 3-8012-5009-1 (zugl.: Dissertation an der Universität Hamburg 1989 unter dem Titel: Die wirtschaftlichen Bestrebungen der SS und ihre Auswirkungen auf die Existenzbedingungen der KZ-Häftlinge).